# Evangelische Kapellknaben
Die Evangelischen Kapellknaben waren ein zum sächsischen Hof gehörender Knabenchor in Dresden, der von 1737 bis 1923 zusammen mit der evangelischen Hofkantorei für die musikalische Gestaltung der Gottesdienste in der evangelischen Hofkirche Dresden (Sophienkirche) eingesetzt wurde.

## Geschichte

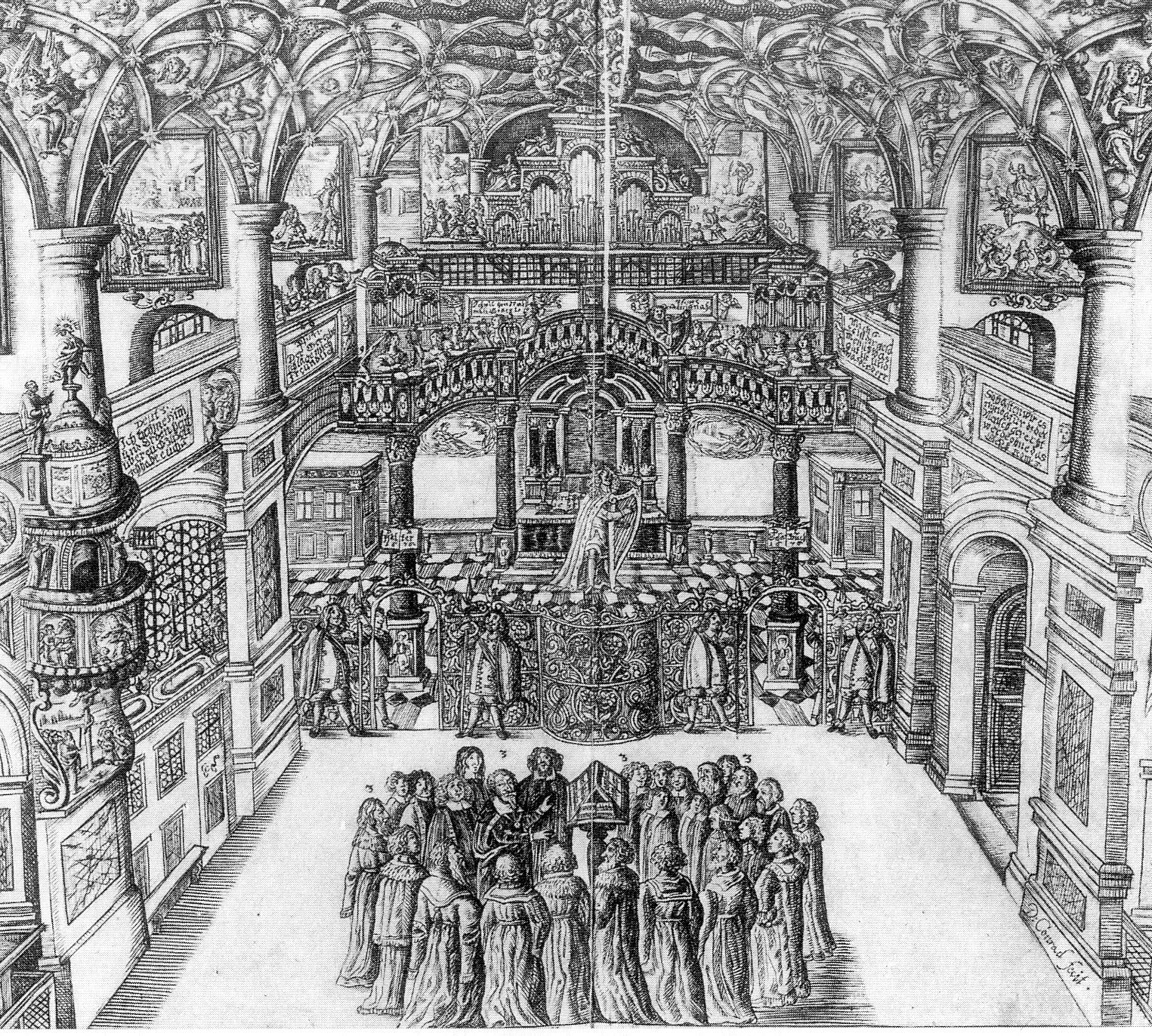
Schlosskapelle Dresden: Heinrich Schütz im Kreis seiner Musiker, überwiegend Sänger, darunter auch Kapellknaben

Die Geschichte des Chores reicht bis ins 16. Jahrhundert zurück. 1548 erließ Kurfürst Moritz von Sachsen eine Cantoreiordnung und schuf damit eine zur musikalischen Gestaltung der Hofgottesdienste notwendige Hofkantorei. Diese war Grundlage für die Entwicklung der Sächsischen Staatskapelle und der Kapellknaben, eines zu Beginn aus 13 Jungen bestehenden Chors. Unter Leitung der vom Hof eingesetzten Kapellmeister, insbesondere während der Amtszeit von Heinrich Schütz (1615–1672), erlangten Hofkapelle und Chor hohe künstlerische Qualität.
Mit dem Übertritt des sächsischen Kurfürsten Augusts des Starken zum katholischen Glauben kam es zu einschneidenden Veränderungen auch im kirchenmusikalischen Leben Dresdens. Während der Kurfürst selbst katholisch wurde, blieb ein Großteil des Hofstaats auch weiterhin dem lutherischen Glauben treu. Aus diesem Grund wurde 1709 die Hofkapelle neu organisiert und in eine lutherische und eine katholische Gruppe aufgeteilt.
1737 verfügte Augusts Nachfolger Friedrich August II. per Erlass, dass die lutherischen Hofgottesdienste fortan in der Sophienkirche stattzufinden haben. Um auch weiterhin die musikalische Gestaltung dieser Gottesdienste zu gewährleisten, bildete man aus dem bestehenden Knabenchor eine neue evangelische Gruppe, die zunächst aus sechs Sängern bestand. Für die katholischen Gottesdienste war bereits 1709 ein eigener Chor geschaffen worden, der als Dresdner Kapellknaben bis heute existiert.
Die Evangelischen Kapellknaben wurden bis zum Ende der Monarchie 1918 von der evangelischen Hofkantorei geführt und wuchsen um 1900 auf bis zu 60 Sänger an. Letzter evangelischer Hofkantor und Leiter des Chores war bis 1920 Paul Julius Knöbel. Im Rahmen der Zusammenlegung der bürgerlichen Kirchengemeinde und der früheren Hofgemeinde der Sophienkirche wurde auch die Kirchenmusik neu organisiert und die Evangelischen Kapellknaben 1923 aufgelöst.